# 역학적 에너지

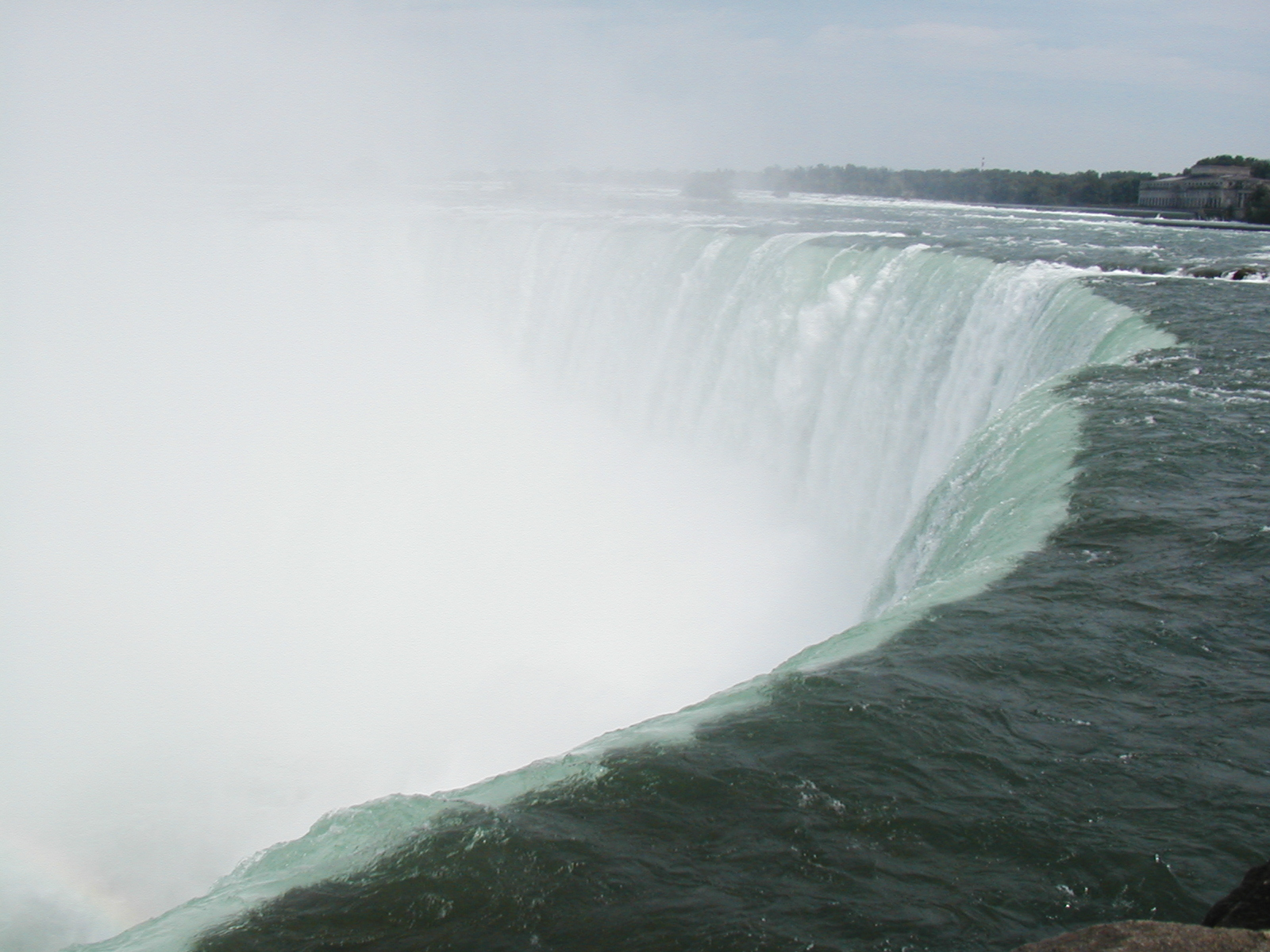
위치 에너지가 운동 에너지로 전환되고 있다.
(나이아가라 폭포)

역학적 에너지(力學的-) 또는 기계적 에너지(mechanical energy)란 물체의 운동 상태에 따라서 결정되는 퍼텐셜 에너지(위치에너지)와 운동 에너지의 합을 말한다. 또한 이 합은 항상 같은 값으로 일정하게 정해진다. 역학적 에너지의 값은 물체가 운동을 시작한 지점의 높이를 기준으로 한 위치에너지의 값과 동일하다. 단, 이때 물체의 가속도는 0이라고 가정해야 한다.
보존력만이 일정하게 작용하는 한, 역학적 에너지란 위치 에너지와 운동 에너지의 합으로 구성되므로 이 값이 항상 일정하게 정해진다.
예를 들어 처음 운동한 높이가 1 m일 때 위치에너지가 10 J이였다면 이 때의 운동에너지는 0이다. 이 물체가 낙하할 때에는 위치 에너지는 점점 감소하는데 정확하게 감소한 만큼 운동 에너지가 증가하게 된다. 따라서 물체가 낙하할 때에는 항상 위치 에너지는 감소하고 운동 에너지는 증가한다. 그리하여 물체가 낙하할 때 어떠한 지점에서든 그 물체의 위치 에너지와 운동 에너지의 합, 즉 역학적 에너지는 항상 같다.
지면에 닿는 순간 작용-반작용에 의해 다시 공중으로 뜨게 될 수도 있다. 이 때에는 반대로 위치에너지가 증가하고 운동에너지가 감소하게 되지만 역학적 에너지 보존의 법칙에 의하여 역학적 에너지의 값은 일정하다. 또한 지면에 닿는 순간 마찰력에 대한 일로 전환 될 수 있다. 공기에 대한 저항과 주변 환경에 따라 역학적 에너지 총 수치는 변화한다.
여기서 공기에 대한 저항과 주변 환경이란 위치에너지가 운동에너지로 전환되는 순간 땅과 닿는 마찰력으로 전환, 마찰을 내며 발생하는 소리에너지로 전환, 마찰로인한 열 에너지로의 전환 등의 여러 에너지전환을 거듭하기에
역학적 에너지 보존이란 이론적으론 완벽하지만 현실에선 완벽하게 실현될 수는 없다.
{\displaystyle E_{p}} = {\displaystyle m}{\displaystyle g}{\displaystyle h}
{\displaystyle E_{k}} = {\displaystyle {1 \over 2}m}{\displaystyle v^{2}}

따라서 역학적 에너지는 다음의 공식을 갖게 된다. 
{\displaystyle \therefore E_{mechanical}} = {\displaystyle E_{p}} + {\displaystyle E_{k}}
즉 E는 무게*높이인 셈이다.

## 같이 보기
- 에너지 보존 법칙